# Cytisus purpureus
Cytisus purpureus är en ärtväxtart som beskrevs av Giovanni Antonio Scopoli. Cytisus purpureus ingår i släktet kvastginster, och familjen ärtväxter. Inga underarter finns listade i Catalogue of Life.

## Bildgalleri

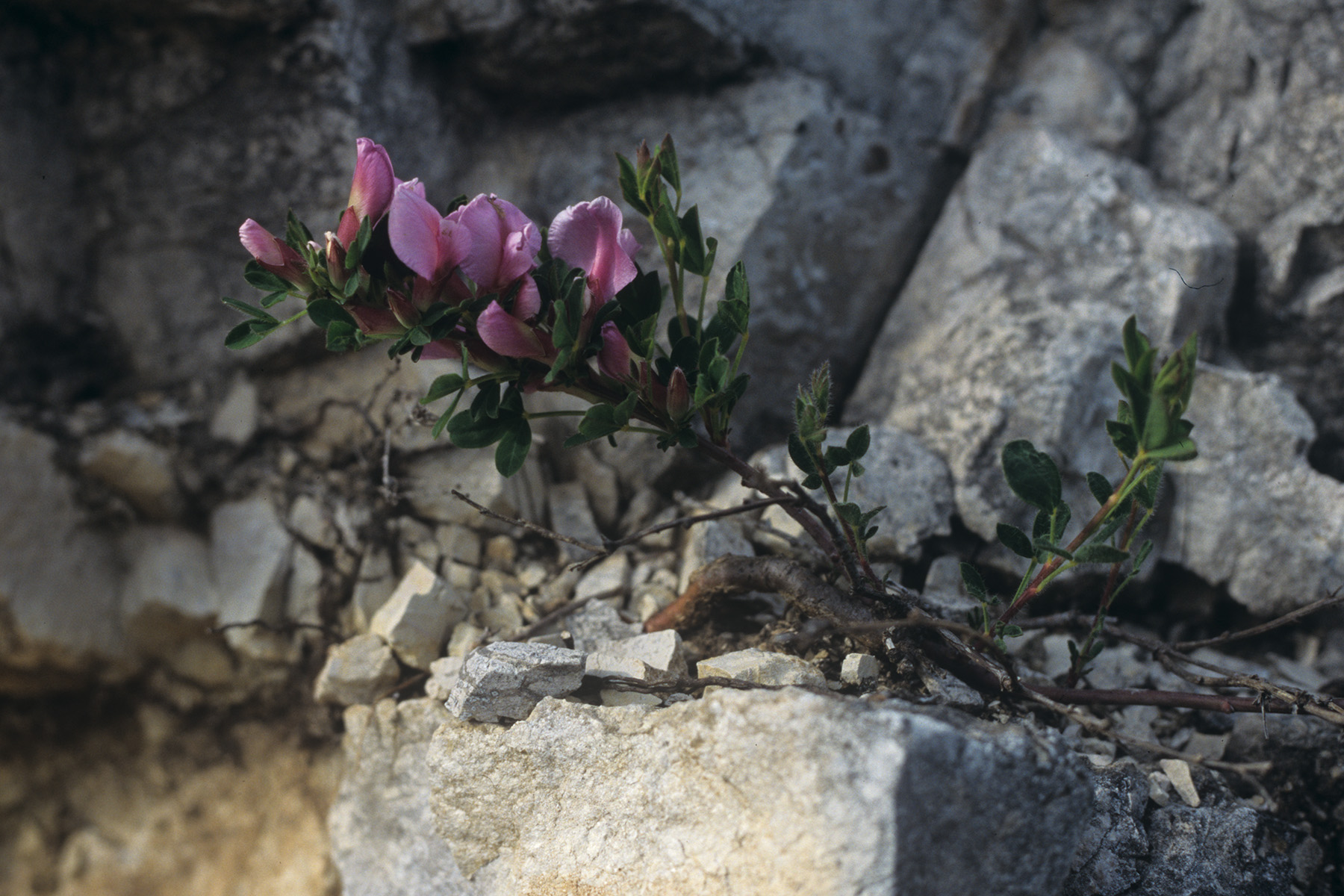
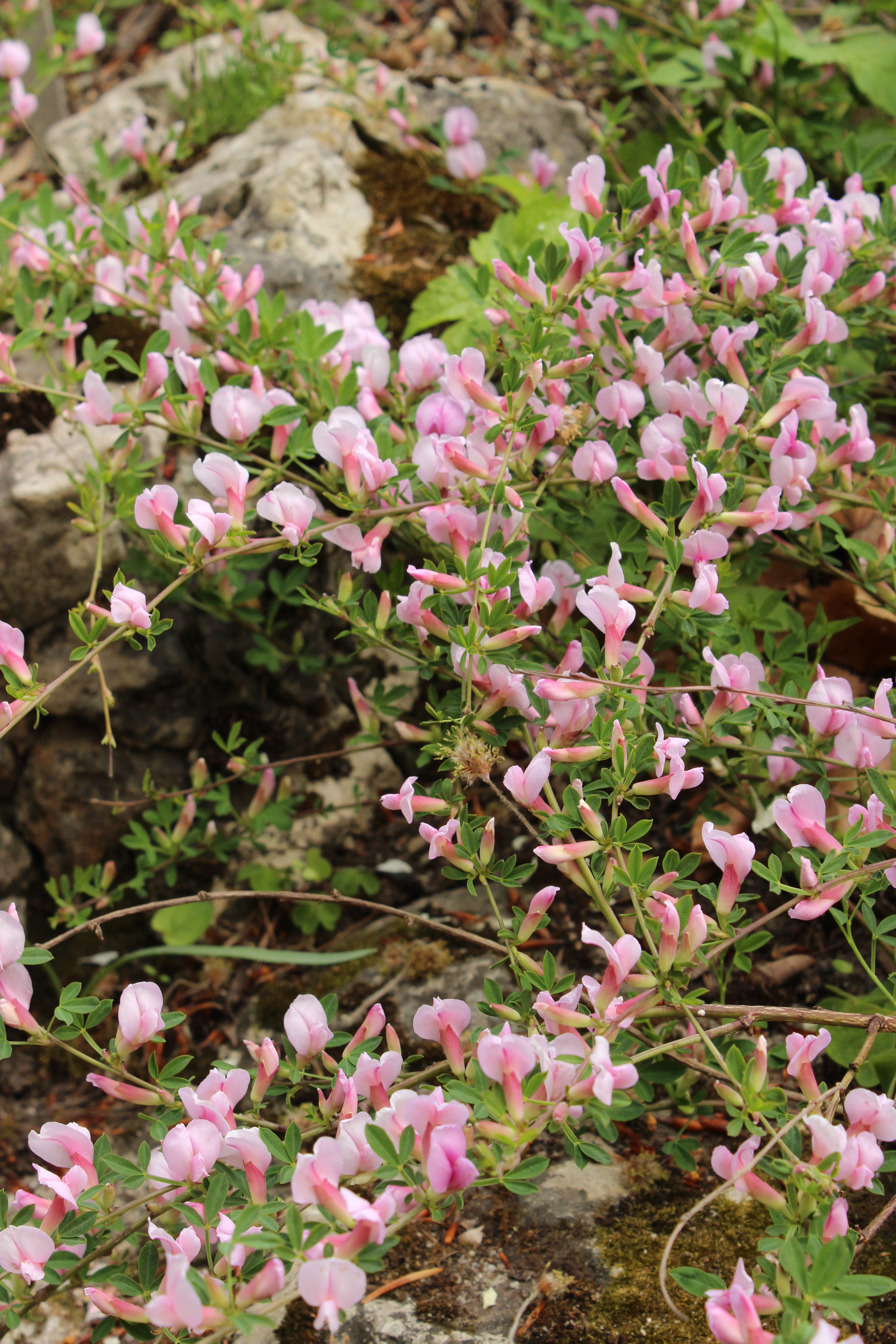
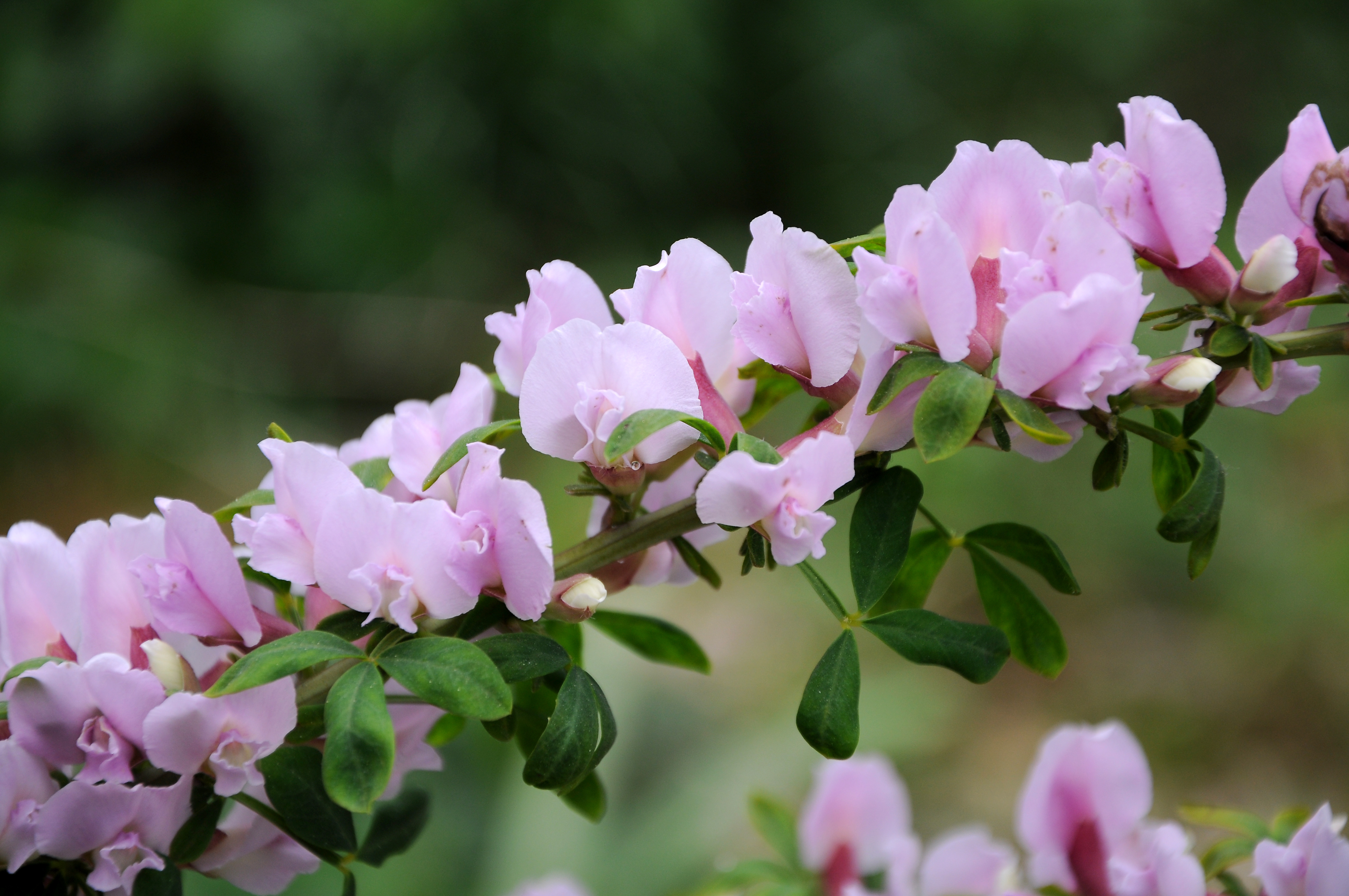
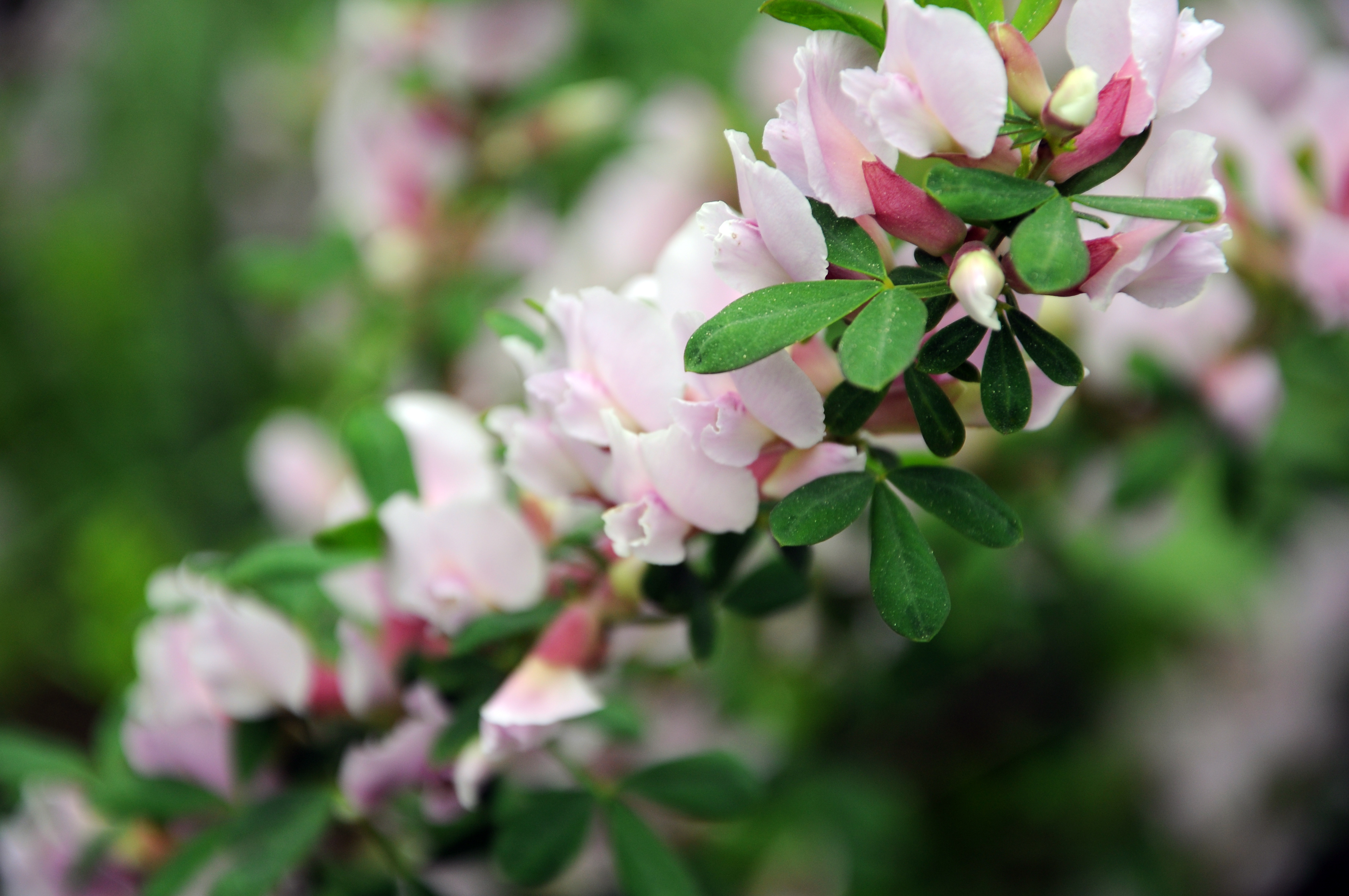
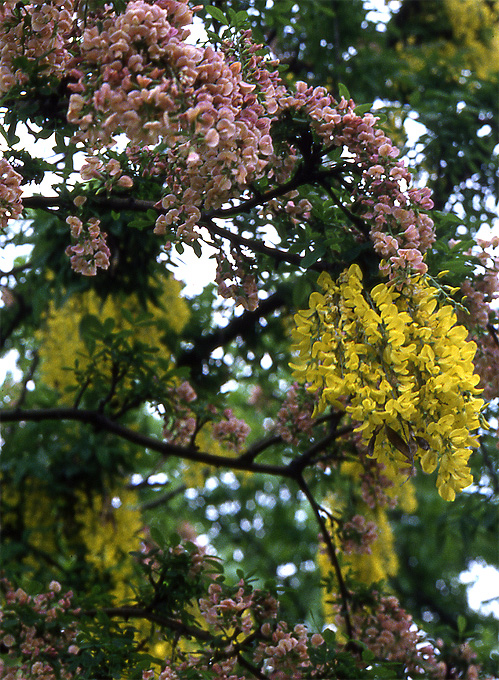